# 薩托方塊
薩托方塊（英語：Sator Square），另稱羅塔斯方塊（Rotas Square）、薩托魔方陣或薩托爾魔方陣，是一組包含五個拉丁語回文的四方連詞，最早的例子可追溯至龐貝所屬的古羅馬時代，之後亦可在早期基督教和魔術表演中找到其痕跡。某些學者認為薩托方塊起源自公元前時期，由諸如猶太人或密特拉教徒發明。

## 描述

### 佈局

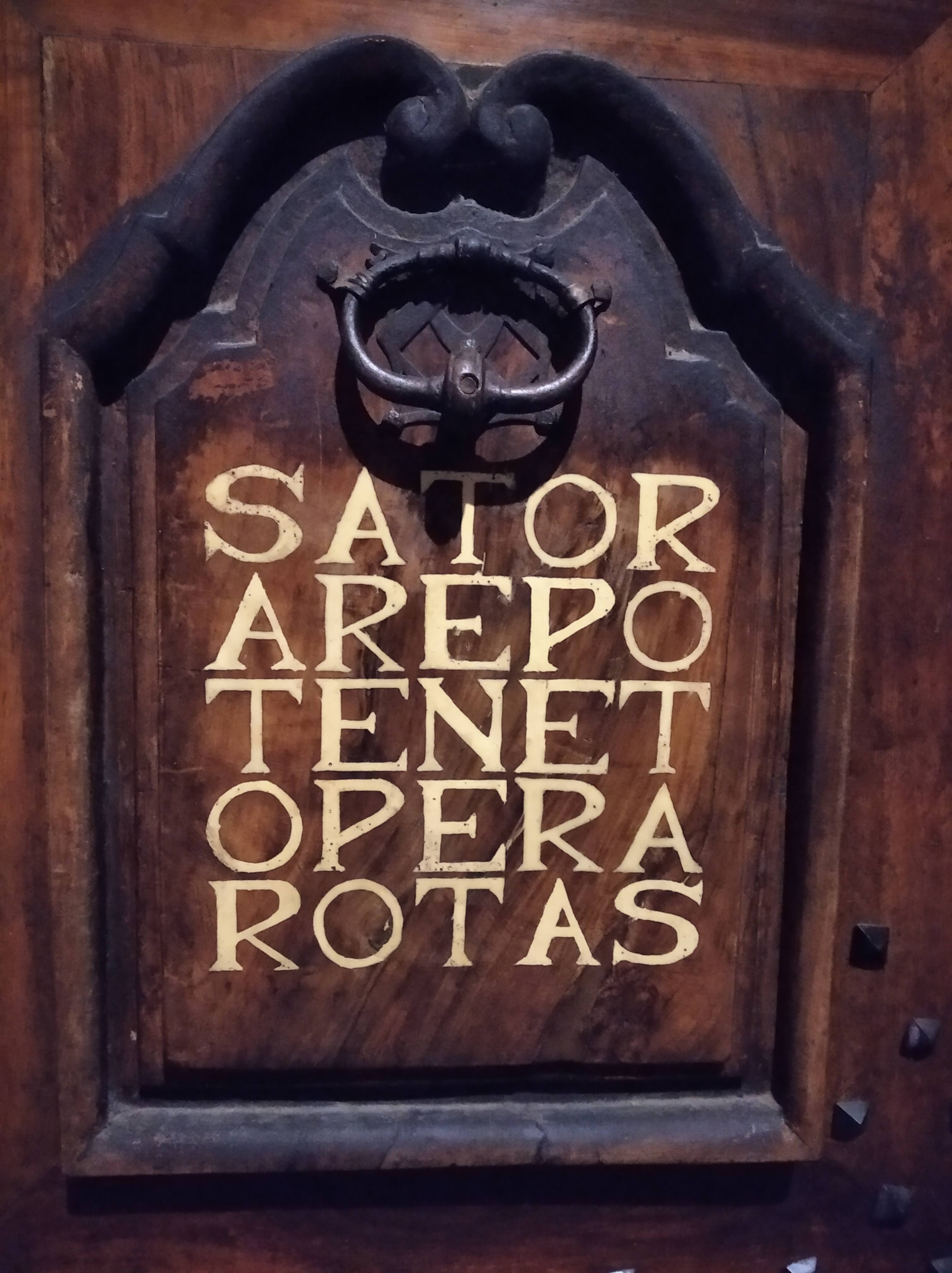
法國伊澤爾省格勒諾布爾一棟木門上的薩托方塊

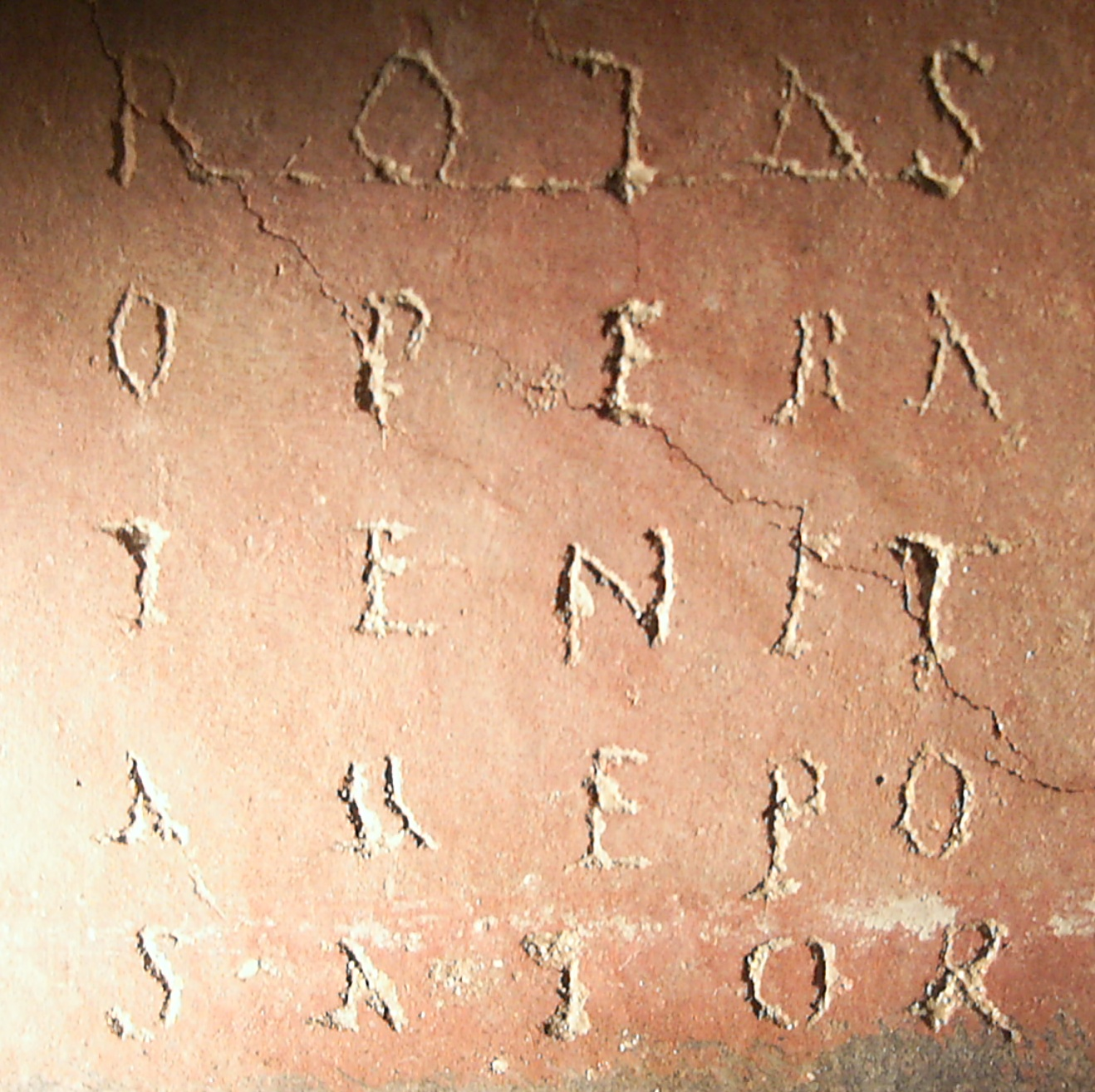
位於英國格洛斯特郡賽倫賽斯特的一個薩托方塊

最早的方塊形式以ROTAS為頂行，但以SATOR為主的版本之後成為主流。它是一個由5個5字母單詞組成的5×5正方形，總共有25個字母，所有字母均來自8個拉丁字母，分別是5個子音（S、T、R、P、N）和三個母音（A、E、O）。
| R O T A S |  | S A T O R |
| O P E R A |  | A R E P O |
| T E N E T |  | T E N E T |
| A R E P O |  | O P E R A |
| S A T O R |  | R O T A S |

薩托方塊是一個具有四個對稱性排列（其空間對稱群比起八階二面體群更像是克萊因四元群，原因是正方形的相鄰邊不相同）的二維回文方塊，即使兩條對角線鏡射或180度旋轉也好，其同一性依舊保持不變。文本可以從上到下、從下到上、從左到右或從右到左閱讀，並且旋轉180度並仍能以所有這些方式閱讀。

### 轉譯
主格或呼格名詞，源自「播種」（serere），播種者、種植者、創始者，祖先（通常是神聖的）；鼻祖；字面意指「播種者」

不明，有可能是專有名詞或人名，也有可能为造语或起源于埃及语

動詞，源自「擁有」（tenere），其擁有、保持、理解、擁有、掌握、保存、維持

有兩種解釋：
主格、奪格或賓格名詞，源自「作品」（opus），工作、護理、援助、勞力、服務、氣力/麻煩
主格、奪格或呼格名詞，工作、事蹟；（呼格）費力

的賓格複數，輪子；（動詞）某人（單數）轉某物或令某物旋轉
其中幾個可能的翻譯是「農夫阿雷波已令輪子運轉起來」、「農夫阿雷波已經用犁耕作過了」，或是「農夫阿雷波用犁來耕作」。另一種解釋是把OPERA視作奪格名詞，而非主格，若是如此，句子的焦點便會轉向至ROTAS上，從而解讀成「農夫阿雷波難以握著輪子」或「農夫阿雷波費力地握著輪子」。第一種解釋雖然沒有實義，但在語法上依然成立。德國考古學家C·W·塞拉姆以牛耕式的方法解讀薩托方塊，由於拉丁文沒有特定字序的關係，句子翻譯出來的意思仍是一樣的。這樣做的話ROTAS的位置便會有所改變，也是該譯法與其他譯法不相同的主要區別。
「AREPO」一詞是罕用語，在其他拉丁語文本中從未出現過。大多數研究薩托方塊的學者都同意這觀點，認為它是專有名詞，或是專為這方塊的句子發明的非拉丁語人名。法國歷史學家熱羅姆·卡庫皮諾認為該詞來自凱爾特語族，特別是高盧語中的「犁」（plough）。英籍德裔法學家大衛·杜伯則爭辯道「AREPO」是希伯來或阿拉姆版本的，即希臘語的「阿耳法和敖默加」（啟示錄，1:8），其中一個代表基督教的符號象徵。而英國埃及學家J·格溫·格里菲斯就對此表示它變化自意指「阿匹斯之臉」且來自亞歷山大港的埃及人名「霍拉皮斯」（Ḥr-Ḥp）。塞爾維亞裔美國語文學家米羅斯拉夫·馬爾科維奇贊成格里菲斯的理論，認為該詞起源于古羅馬時代的埃及，並堅稱「AREPO」就是哈爾波克拉特斯的拉丁化缩写，而“SATOR AREPO”对应哈尔波克拉特斯的另一種叫法。

## 與基督宗教的聯繫

由薩托方塊的字母組成的字謎

若將薩托方塊中心的N周圍的字母重新排列，便可以得出一個在水平和垂直方向上均為Pater Noster（主禱文的拉丁語）的希臘十字。而其餘的字母（A、O各兩個）則可以理解為阿耳法和敖默加，來表達上帝的全在。因此，方塊可能是早期基督徒之間的暗號，以向對方表明自己的教徒身份。其中一個位於英國曼徹斯特，一個年份可追溯至2世紀的薩托方塊便被認為是基督教在該國存在的最早證據之一。
埃及科普特人的《巴托斯的童貞女禱女》（Prayer of the Virgin in Bartos）講述耶穌基督被人用五個釘子釘死在十字架上，而該五個釘子的名字正是薩托方塊的五個單字——Sator、Arepo、Tenet、Opera和Rotas。這種說法亦出現在鄰近的埃塞俄比亞，在那裡的基督教傳統中分別代表主耶穌五個傷口，且單詞稍有變化，其中Sador（Sator）代表聖槍造成的傷口、Alador（Arepo）指右手的釘子傷口、Danat（Tenet）是左手傷口的名稱、Adara（Opera）表示右腳的傷口，而Rodas（Rotas）則為左腳傷口。當埃塞俄比亞基督教徒需要用到41結的祈禱繩時，他們會在每一結誦讀薩托方塊。
在君士坦丁七世統治時期的卡帕多奇亞，耶穌降生故事的牧羊人分別叫作薩托（Sator）、阿雷本（Arepon）和特尼頓（Teneton），而此同時在拜占庭聖經的東方三博士則名為阿托（Ator）、薩托（Sator）和佩拉托拉斯（Peratoras）。
阿比林基督大學教授埃弗里特·佛格森等權威相信薩托方塊源於密特拉教或猶太教，理由是龐貝在公元79年時基於宗教禁令，擁有大量基督徒的可能性極微，並且沒有跡象顯示基督教在此之前以拉丁語作他們的儀式語言。主要研究經外書和死海古卷的普林斯頓神學院教授詹姆斯·H·查爾斯沃思則指出薩托方塊象徵著包括阿斯克勒庇俄斯在內的所有蛇神，他又認為該方塊的其中一種禱告形式是：先「SATOR-ROTAS」（我們的創造主，祢讓所有事物運轉），然後「OPERA-AREPO」（我努力地向祢的方向匍匐前進），再從中間開始順時針誦讀「TENET-TENET-TENET-TENET」（保持、保持、保持、保持）。
驅魔禱文亦衍生出將方塊的25個字母重組排列的做法：
- RETRO SATANA, TOTO OPERE ASPER
- ORO TE PATER, ORO TE PATER, SANAS
- O PATER, ORES PRO AETATE NOSTRA
- ORA, OPERARE, OSTENTA TE PASTOR[9]

## 與魔術的聯繫
薩托方塊在民間魔術上有著各種用途，例如滅火、令家畜免受巫術之害，以及在旅行時消除疲勞感。曾有一段時間有人宣稱必須將方塊寫在某種材料上，或是用某種墨水書寫才能有魔法效果。除此之外，薩托方塊在德裔賓夕法尼亞人和俄羅斯正教會舊信徒的社區中是一種傳統藥物。

## 出現

### 歷史上
年代最早的薩托方塊是在龐貝古城遺址中發現的。羅馬的聖母大殿下亦發掘出該方塊。在卡佩斯特拉諾附近的聖彼得小禮拜堂本篤會修道院中，有一個薩托方塊的大理石碑文。同樣在意大利中部，锡耶纳主教座堂的外牆和紀念碑也刻有該方塊。另外，意大利南部的阿夸维瓦科莱克罗切教堂內有一石碑，上面刻了一個薩托方塊，但其與通常版本不同，以Rotas為頂行。
在意大利之外，英國里溫頓教堂的一組碑石上可以找到多個薩托方塊。在瑞典厄勒布魯發現的14世紀盧恩石刻Nä Fv1979;234中可看到薩托方塊，石上刻有「sator ¶ ar(æ)po ¶ tænæt」，即「sator arepo tenet」。而在哥特蘭島上發現的兩個石刻（G 145 M、G 149 M）也有著該方塊的存在。

### 流行文化
薩托方塊啟發了一些古典或當代作曲家，包括安东·韦伯恩和法比奧·曼戈齊。在克里斯多福·諾蘭執導的2020年電影《TENET天能》中的電影標題，以及多個人物姓氏和場景都來自薩托方塊。

## 外部連結
- Pérez-Rubín, Carlos.  (PDF). Documenta & Instrumenta. 2004, 2: 173–192  [2021-01-12]. （原始内容 (PDF)存档于2009-08-07）.
- Duncan Fishwick, An Early Christian Cryptogram? (HTML) （页面存档备份，存于）

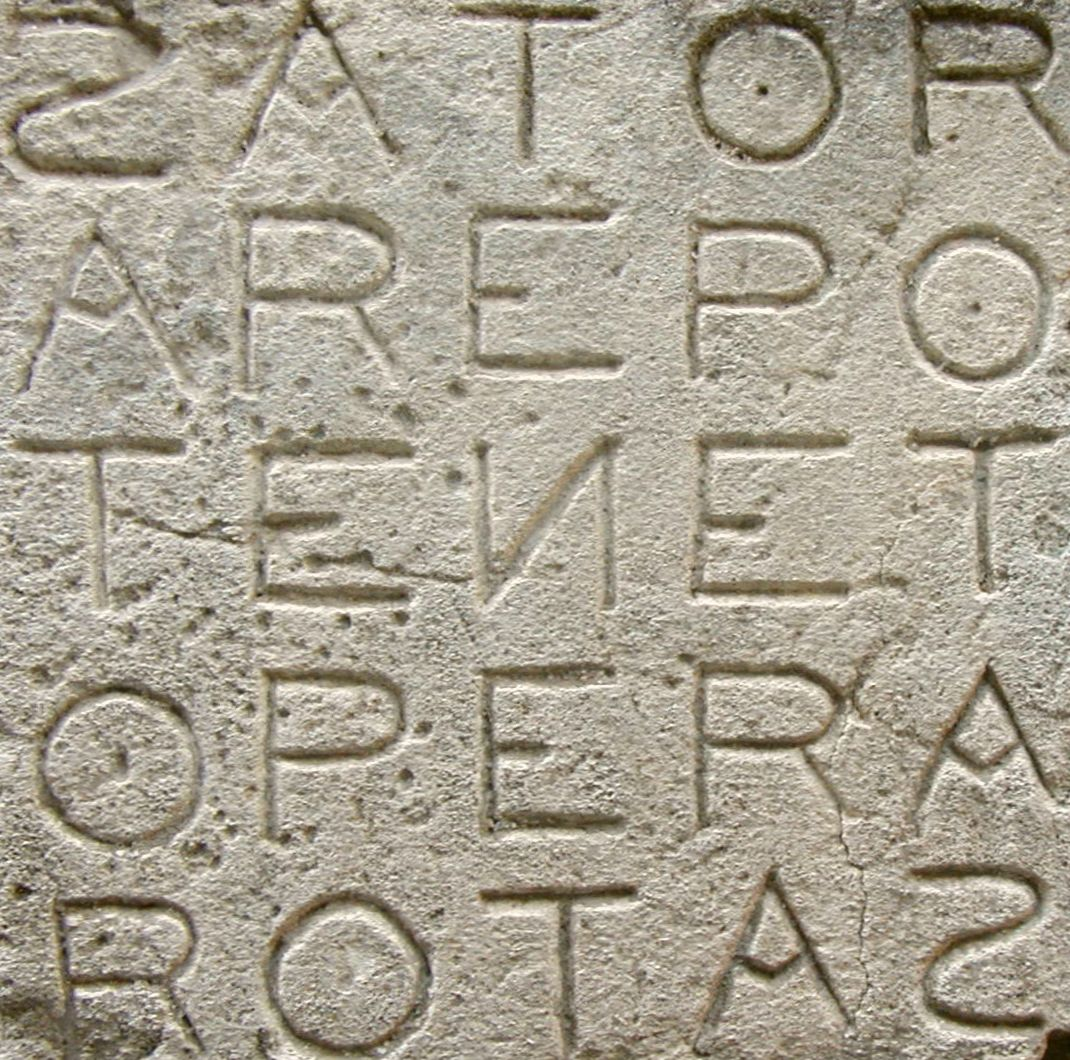
法國沃克呂茲省奧佩德的一個薩托方塊

- Sator Square, inscribed （页面存档备份，存于）, Article （页面存档备份，存于）; the article uses: "Rotas square"
- "Section of Page and Eloise's Memorial website related to the Sator Square, 1995 (HTML)" （页面存档备份，存于）
- Magic Square Museum （页面存档备份，存于）: the first Second Life museum about Magic Square. The first flow is about Sator Square. Vulcano (89,35,25)
- The Museum of Witchcraft, 1583 – CHARM: TALISMAN （页面存档备份，存于）